# Местра
Местра (грч. Μήστρα) је у грчкој митологији била кћерка Ерисихтона, тесалског краља.

## Митологија
Њен отац је био познат као богат, али безбожан човек и једном приликом је посекао дрвеће са светог места и тако побио нимфе дријаде. Зато су преживеле нимфе позвале богињу Деметру да освети њихове сестре. Она га је казнила тако што га је инфицирала неутаживом глађу. Могао је да једе неограничено много и опет да остане гладан. Пошто је појео све што је имао, да би обезбедио средства за задовољење своје глади, коначно је продавао кћерку као проститутку. Међутим, она је замолила Посејдона који ју је волео да јој да моћ да мења пол када год би то пожелела и она је то користила када би је отац продао. Онда би се вратила свом оцу, који би је поново продао. Према неким изворима, њен отац се звао Етон. О њој је писао Овидије у „Метаморфозама“, а Антонин Либерал ју је назвао Хиперместра. Према предању, њен отац је на крају појео самог себе. Касније, Местра се удала за Аутолика и родила кћерку Антиклеју.